# Botrychium silesiacum
Botrychium silesiacum là một loài dương xỉ trong họ Ophioglossaceae. Loài này được Kirschleger mô tả khoa học đầu tiên năm 1855.
Danh pháp khoa học của loài này chưa được làm sáng tỏ. 